# 1800 en France
Chronologie de la France
- 1796
- 1797
- 1798
- 1799
- 1800
- 1801
- 1802
- 1803
- 1804

Cette page concerne l'année 1800 du calendrier grégorien.

## Événements

### Janvier
- 1er janvier : ouverture des séances du Corps législatif et du Tribunat[1].
- 7 janvier : Benjamin Constant intervient au Tribunat, et, dans un discours qui le fait apparaître comme le chef de l'opposition, dénonce « le régime de servitude et de silence » qui se prépare[2].
- 9 janvier : 
  - l'arrêté du 19 nivôse an VIII transfère le pouvoir de nomination des commissaires de police et des officiers de paix des municipalités au Premier Consul[1].
  - découverte de Victor de l'Aveyron, enfant sauvage, à Saint-Sernin-sur-Rance[3].
- 10 janvier : ouverture de nouvelles conférences à Candé entre le gouvernement, représenté par Hedouville et les chefs chouans[4]. Le lendemain, Autichamp, Suzannet, Andigné, Soyer, Châtillon, Kainlis, La Roche Saint-André et Bourmont signent avec Hédouville une convention de pacification qui fixe le licenciement général des insurgés au 21 janvier[5].
- 12 janvier : arrestation de l'acteur Gavaudan (de l'Opéra-Comique) pour avoir porté un habit dont les boutons ressemblent à des fleurs de lys[1].
- 14 janvier : Hedouville, désavoué par le Premier consul pour son attitude conciliante, est remplacé par le général Brune à la tête de ce qui devient l'armée de l'Ouest, dont il reste le chef d'état-major[4].
- 17 janvier : le nombre des journaux parisiens autorisé est réduit de 73 à 13[2].
- 18 janvier : paix de Montfaucon mettant fin à la rébellion des Chouans de la rive gauche de la Loire[6]. Les chefs vendéens Suzannet, d'Autichamp, Châtillon et d'Andigné, convaincus par l'abbé Bernier, signent la paix du 18 au 20 janvier[7].
- 20 janvier : mariage de Caroline Bonaparte et de Murat[1].
- Nuit du 20 au 21 janvier : le royaliste Hyde de Neuville fait afficher des draperies de deuil sur le portail de l'église de la Madeleine et le testament de Louis XVI à la porte de l'église Saint-Jacques-la-Boucherie. Le lendemain, le royaliste Henri de Toustain, lieutenant du comte de Bourmont, arrêté à Paris, est exécuté dans la plaine de Grenelle[1].
- 21 janvier (1er pluviôse an VIII) : 
  - arrêté qui supprime les commissaires de la Trésorerie et confie le service à Dufresne, directeur général subordonné au ministre des Finances Gaudin[1].
  - victoire des Chouans de Boisguy à la deuxième bataille de Saint-James[8].
- 23 janvier : victoire mineure des Chouans de Cadoudal à la bataille du Pont-de-Loc[9].
- 24 janvier : Kléber, par la convention d’El-Arich, accepte de renoncer à l’occupation de l’Égypte, mais l’intransigeance de la Grande-Bretagne l’oblige à revenir sur sa décision[10].
- 26 janvier : victoire des Républicains à la bataille des Tombettes sur les Chouans de Boisguy, qui se rend le 18 février à Rennes[11].
- 27 janvier : le financier Ouvrard, accusé de dilapidation et d'infidélité est arrêté sur ordre de Bonaparte[1].

### Février
- 4 février : le chef des Chouans du Maine et de l'Anjou Bourmont dépose les armes[2].
- 11 février :  le chouan Pontbriand traite avec le général de La Barollière au château du Chêne Ferron, près de Plancoët[12].
- 13 février : création de la Banque de France par la réunion de plusieurs banques privées constituées en une société par action[1].
- 14 février : Cadoudal signe la paix avec Brune au château de Beauregard, près de Vannes[12].
- 17 février : 
  - loi du 28 pluviôse an VIII, réorganisant l’administration ; Bonaparte élargit les pouvoirs des commissaires de la République qui deviennent les préfets et sous-préfets, nommés et révoqués par le pouvoir central. Un système de tutelle administrative s’exerce sur les municipalités ; les préfets nomment les maires et les conseillers municipaux des villes de moins de 5 000 habitants, et le pouvoir central ceux des villes de plus de 5 000 habitants. Paris a un préfet de la Seine et un préfet de police. Un conseil général de 16 à 24 membres ; choisit sur la liste de confiance départementale par le gouvernement, a un rôle consultatif[13].
  - le département du Mont-Terrible est incorporé dans le Haut-Rhin[14].
- 18 février : Frotté, chef de la chouannerie normande, traduit devant une Commission militaire, est condamné à mort et exécuté à Verneuil-sur-Avre[15].

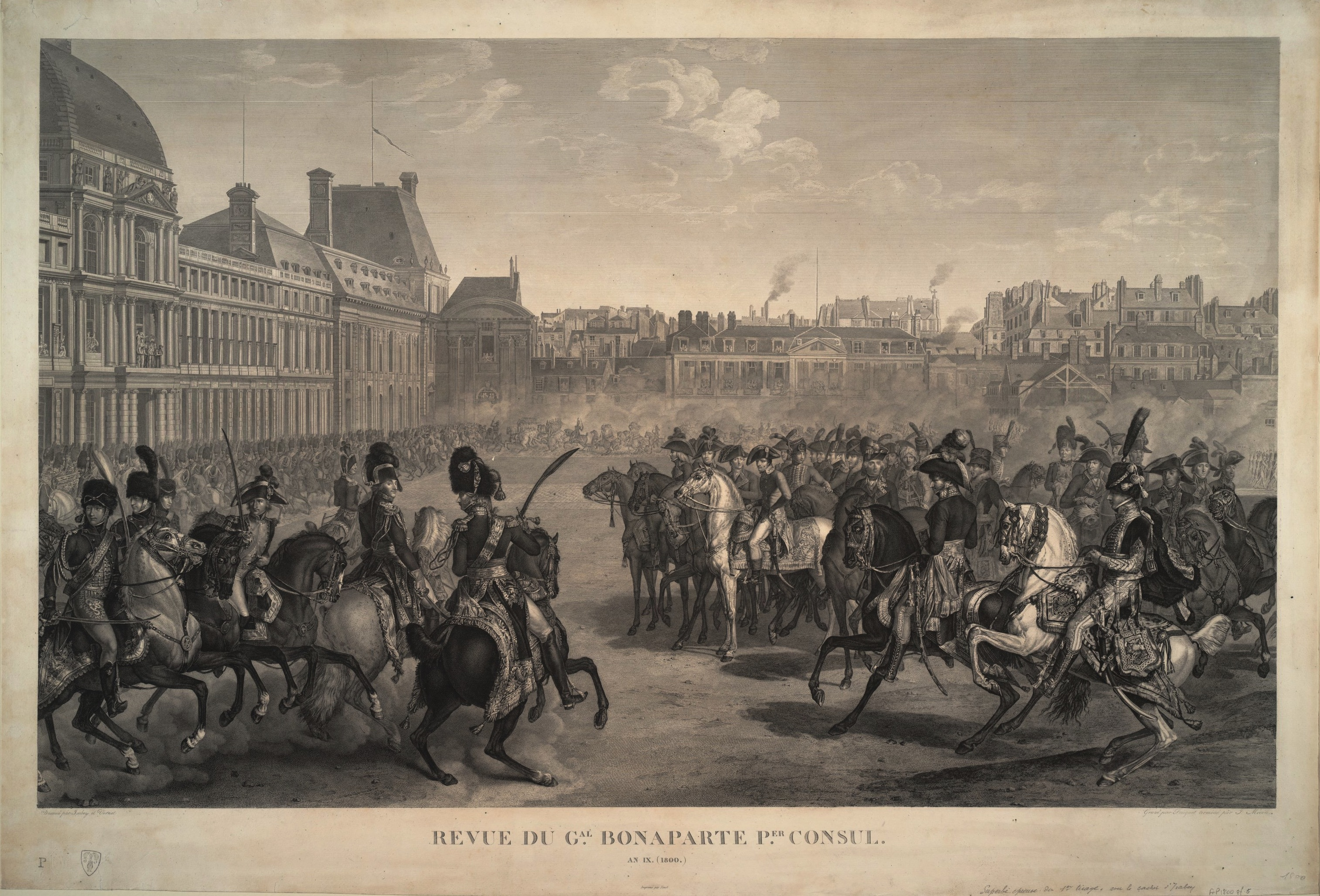
Revue du premier consul Bonaparte dans la cour des Tuileries, dessiné par Jean-Baptiste Isabey et Carle Vernet, gravure de Pauquet, et J. Mécou.

- 19 février (30 pluviôse an VIII) : les consuls s'installent au palais des Tuileries[1].
- 24 février : une loi rétablit les taxes sur le sel dans les villes où les hospices manquent de ressources[1].
- 25 février :
  - l'Opéra donne son premier bal masqué depuis la Révolution[16].
  - Talleyrand donne une fête somptueuse dans sa propriété de Neuilly[1].

### Mars
- 3 mars : clôture de la liste des émigrés ; une commission est chargée d'examiner leur radiation[2].
- 5 mars : Bonaparte reçoit aux Tuileries une délégation comprenant le comte de Bourmont, le comte de Châtillon, le chevalier Édouard de La Haye-Saint-Hilaire et Georges Cadoudal[1].
- 6 mars : Philippe-Paul de Ségur s'engage comme volontaire dans les Hussards de Bonaparte malgré l'opposition de sa famille[1].
- 18 mars : loi du 27 ventôse, réorganisant le système judiciaire[1] ; juges de paix élu dans les cantons, tribunaux de première instance dans les arrondissements, tribunaux criminel dans les départements, 28 tribunaux d’appel. Les juges sont nommés par le gouvernement et salariés sur le budget de l’État. Ils sont nommés à vie et inamovibles.
- 20 mars :
  - campagne d'Égypte : Kléber repousse une armée turque à la bataille d’Héliopolis[10].
  - un arrêté des consuls ordonne la construction de colonnes triomphales dans tous les départements, et de colonnes départementale et nationales à Paris[10].
- 28 mars : première vaccination contre la variole à l'hôpital maritime de Rochefort par le docteur Bobe-Moreau avec du vaccin venu de Genève[17].

### Avril
- 2 avril : Lazare Carnot, ministre de la guerre[1].
- 5 avril : 
  - les Britanniques s’emparent de l’île de Gorée au Sénégal[18].
  - Lucien Bonaparte, ministre de l'Intérieur, rétablit la censure dans les théâtres[1].
- 17 avril : la police découvre un tunnel de 300 mètres permettant aux contrebandiers de l'eau-de-vie de passer sous le mur des Fermiers généraux à Paris[1]. Chaque numéro de journal doit être désormais signé par un des rédacteurs déclarés et soumis au bureau de presse du ministère de la Police[2].
- 20 avril : début du siège de Gênes, occupée le 5 juin par les Autrichiens après la reddition de Masséna[19].
- 23 avril (3 floréal an VIII): exhumation officielle des restes d'Héloïse et d'Abélard qui sont transférés de l'église de Nogent-sur-Seine au musée des monuments français par Alexandre Lenoir[1].
- 25 avril : l'armée de Moreau passe le Rhin ; elle remporte des victoires sur les Autrichiens à Engen, Moesskirch et Biberach (3-9 mai)[1].

### Mai
- 2 mai : la police de Fouché saisit les papiers d'une agence anglaise et démasque les préparatifs d'un complot. Impliqués, Hyde de Neuville et Cadoudal partent à Londres[1].
- 3 mai : victoire de Lecourbe à Stockach et de Gouvion-Saint-Cyr à Engen. Battu à Oneille sans pertes considérables, Suchet est contraint de se retirer d'Italie[2].
- 6 mai : campagne du Var. Les Autrichiens franchissent le Col de Tende et occupent la région de Nice[20].
- 10 mai : Lecourbe barre à Memmingen la route du Vorarlberg à Kray et rejette les Autrichiens sur Ulm[2]. Carnot apporte à Moreau l'ordre de diriger 15 000 hommes en renfort vers l'Italie. Moreau s'en trouve gêné pour poursuivre ses succès.
- 11 mai : Lamarck expose sa théorie évolutionniste[1].
- 15 - 20 mai : Napoléon Bonaparte traverse les Alpes au col du Grand-Saint-Bernard[21]. Début de la campagne de Bonaparte en Italie.
- 16 mai (26 floréal an VIII) : une circulaire ministérielle ordonne le premier recensement général de la population en France, qui est en 1801 de 27 349 631 habitants[2].
- 17 mai : Cadoudal rencontre Pitt, le Premier ministre britannique, en présence du Comte d'Artois pour organiser un soulèvement en France. Trois à quatre mille hommes doivent débarquer à Calais et à Houat pour appuyer les insurgés[1].
- 19 mai : général Lannes, commandant l'avant-garde de l'armée d'Italie, contourne le fort de Bard et laisse une partie de l'artillerie[2].

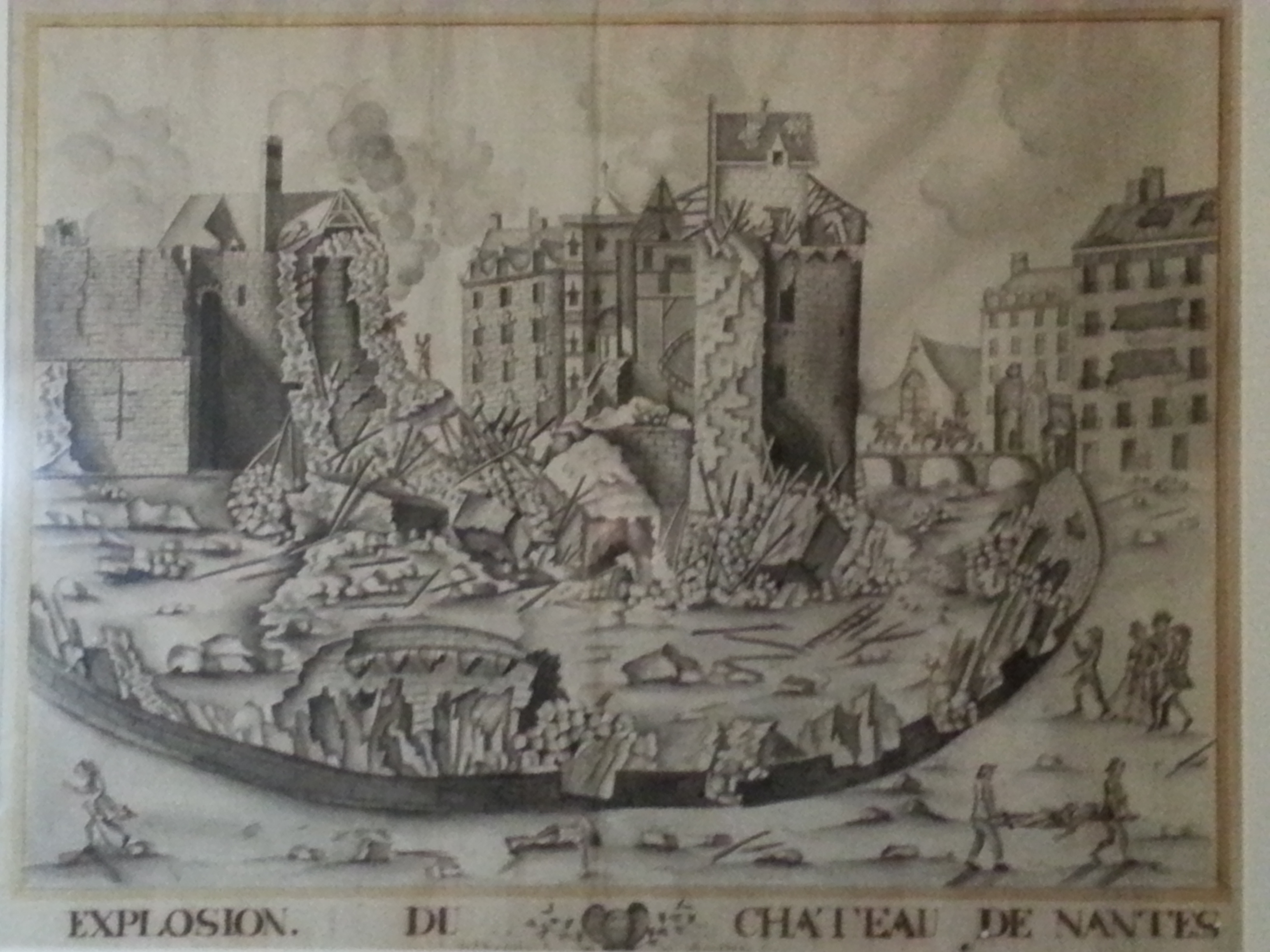
Explosion du château de Nantes.

- 25 mai : explosion de la poudrière du château de Nantes[22].
- 28 mai (8 prairial an VIII) : un arrêté des consuls une réorganise les Archives nationales qui quittent la dépendance du corps législatif pour passer sous l'autorité directe du gouvernement[2].
- 29 mai : Nice est reprise par les Français du général Suchet après le reflux des Autrichiens[23].
- 30 mai : Bonaparte entre à Verceil, Murat à Novare[2].

### Juin
- 2 juin : Bonaparte entre à Milan où il rétablit de la République cisalpine. Lannes occupe Pavie[2].
- 4 juin : capitulation de Masséna à Gênes[1].
- 9 juin : bataille de Montebello[2].

- 14 juin :
  - bataille de Marengo[23].

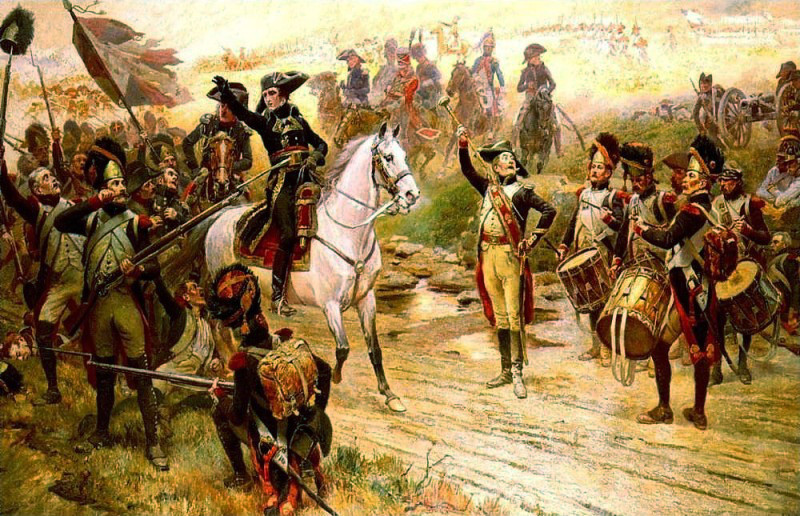
Bonaparte à Marengo.

  - Kléber est assassiné par le janissaire Souleiman El Alepi[10]. Le général Menou lui succède.
- 15 juin : convention d'Alexandrie, signée entre le général français Berthier et le général autrichien Melas qui se retire à l'est du Mincio[24].
- 19 juin : le général Moreau avance en Bavière. Il remporte une victoire à Hochstaedt puis à Oberhausen le 28 juin[25].
- 20 juin : 
  - rumeurs sur une terrible défaite en Italie et la mort de Bonaparte ; intrigues pour sa succession. Bernadotte et Lafayette sont pressentis, mais la nouvelle de la victoire de Marengo arrive le 22 juin à Paris[2].
  - le Mercure de France est relancé sous la direction de Louis de Fontanes[1].
- 25 juin : après s'être rendu à Milan assister à un Te Deum pour célébrer sa victoire (16 juin), Bonaparte s'entretient avec le cardinal Martiniana, évêque de Verceil. Il est chargé de transmettre au pape Pie VII, récemment élu, les propositions de paix du consul et son projet de concordat[2].
- 25 juin : Les Français, sous les ordres de Decaen, entrent à Munich[2].

### Juillet
- 2 juillet : arrivée de Bonaparte à Paris à deux heures du matin acclamé par la population[1].
- 14 juillet : célébration de la fête de la Concorde ; pose de la première pierre de la colonne prévue sur la place de la Révolution[1].
- 15 juillet : après une nouvelle victoire de Lecourbe à Feldkirch, Moreau impose à Kray la convention d'armistice de Parsdorf entre les armées française et autrichienne[25].
- 22 juillet : (3 thermidor an VIII) dans une lettre à Masséna, Bonaparte lui demande de réprimer avec rigueur toute tentative d’insurrection en Piémont, en faisant livrer au pillage et brûler le premier village concerné[1].
- 28 juillet : préliminaires de paix de Paris entre la France et l'Autriche ; la cour d'Autriche refuse de les ratifier[2].

### Août
- 7 août :  Alexandre Lenoir, conservateur du musée des Monuments français demande à Chaptal, ministre de l'Intérieur, d'empecher la démolition de l'abbaye de Cluny, en vain[1].
- 12 août :
  - arrêté du 24 thermidor an VIII qui définit le schéma d'organisation des hôpitaux militaires (ambulants, temporaires ou permanents) ; le nombre des hôpitaux permanents est réduit à trente, celui des hôpitaux d'instruction à quatre (Lille, Strasbourg, Brest et Rennes)[2].
  - Bonaparte demande à Cambacérès de diriger une commission chargée de composer le Code des Lois (Code civil français)[26].

### Septembre
- 5 septembre : Vaubois capitule. Malte, qui était occupée par les Français, est conquise par les troupes britanniques[27].
- 7 septembre : Bonaparte répond à une lettre du comte de Provence en coupant court à tous pourparlers pour une restauration monarchique : « Vous ne devez pas souhaiter votre retour en France, il vous faudrait marcher sur cent mille cadavres »[2].
- 13 septembre (26 fructidor an VIII) : la place de l'Indivisibilité à Paris prend le nom de « place des Vosges » pour récompenser le civisme des habitants des Vosges qui se sont acquittés de la totalité de leurs contributions[1].
- 16 septembre : l'opéra de Boïeldieu, Le Calife de Bagdad, est créé à la salle Favart à Paris[28].
- 20 septembre : convention d'armistice de Hohenlinden ; l'armistice avec l'Autriche est prolongé pour quarante-cinq jours à condition qu'elle cède à la France les places de Philippsbourg, d'Ulm, et Ingolstadt[1].
- 22 septembre : transfert du corps de Turenne aux Invalides[1].
- 23 septembre : la première pierre d'un monument consacré à Desaix et à Kléber est posée par le Premier Consul place des Victoires à Paris[1].
- 30 septembre : traité de Mortefontaine, convention signée entre la France et les États-Unis terminant la quasi guerre (ratifié le 21 décembre 1801)[29].

### Octobre
- 1er octobre : la France récupère de l'Espagne le territoire américain de Louisiane par le traité secret de San Ildefonso[30]. Le premier consul promet la création en Italie d'un État sous dépendance espagnole, le royaume d'Étrurie[2].
- 8 octobre : démission du ministre de la Guerre Lazare Carnot ; Berthier récupère le poste[1].
- 10 octobre : arrestation des membres de la prétendue conspiration des poignards[2].
- 18 octobre : Moreau arrive à Paris en congé ; autour de lui se rassemble l'opposition militaire (Bernadotte, Masséna, Augereau, Brune, Macdonald, Lecourbe, etc.) et civile (Sieyès, Benjamin, Mme de Staël, etc.)[2].
- 19 octobre : Le Géographe et Le Naturaliste quittent  Le Havre dans le cadre de l'expédition Baudin[31].
- 20 octobre : arrêté relatif aux individus inscrits sur la liste des émigrés. Rappel en France de presque tous les émigrés et les prêtres déportés[1].
- 30 octobre : mariage de Laure Permon et du colonel Junot[1]

### Novembre
- 4 novembre : échec des négociations à Paris entre le Premier consul et le plénipotentiaire autrichien Cobenzl, qui repart pour Lunéville sans avoir rien concédé[25].
- 5 novembre : arrivée à Paris des deux envoyés pontificaux Spina et Caselli envoyés par le Saint-Siège pour négocier un Concordat[1].
- 7 novembre : le Premier Consul inaugure au Louvre le musée des Antiques où sont rassemblés les butins des campagnes d'Italie, dont l'Apollon du Belvédère et le Laocoon. Il est ouvert au public le 9 novembre[1].
- 8 novembre : arrestation des artificiers Alexandre Chevalier et Pierre Veycer qui ont mis au point une machine incendiaire destiné à un attentat contre le Premier consul ; ils sont traduits devant une commission militaire et exécutés le 11 janvier 1801[1].
- 13 novembre : ordre donné aux généraux des quatre armées françaises de dénoncer l'armistice avec l'Autriche et de recommencer les hostilités le 26 novembre[1].
- 14 novembre : l'armée du général Brune avance en Toscane, encore occupée par les Autrichiens et non couverte par l'armistice d'Alexandrie[2].
- 14 novembre : Audrein, évêque constitutionnel du Finistère, est assassiné par un groupe de chouans[32].
- 21 novembre : fondation de la congrégation religieuse féminine des Dames du Sacré-Cœur par Madeleine-Sophie Barat.
- 27 novembre : une armée autrichienne de 100 000 hommes commandée par l'archiduc Jean franchit l'Inn et prend l'offensive en Bavière pour tourner l'armée de Moreau[2].

### Décembre
- 3 décembre : les Autrichiens sont battus par Moreau à la bataille de Hohenlinden[1].
- 16 décembre : reformation de la ligue des neutres signée à Saint-Pétersbourg entre la Russie, la Suède, le Danemark et la Prusse[1].
- 22 décembre : arrêté du ministre de l'intérieur concernant le rétablissement des filles de la charité de Saint-Vincent-de-Paul[1].

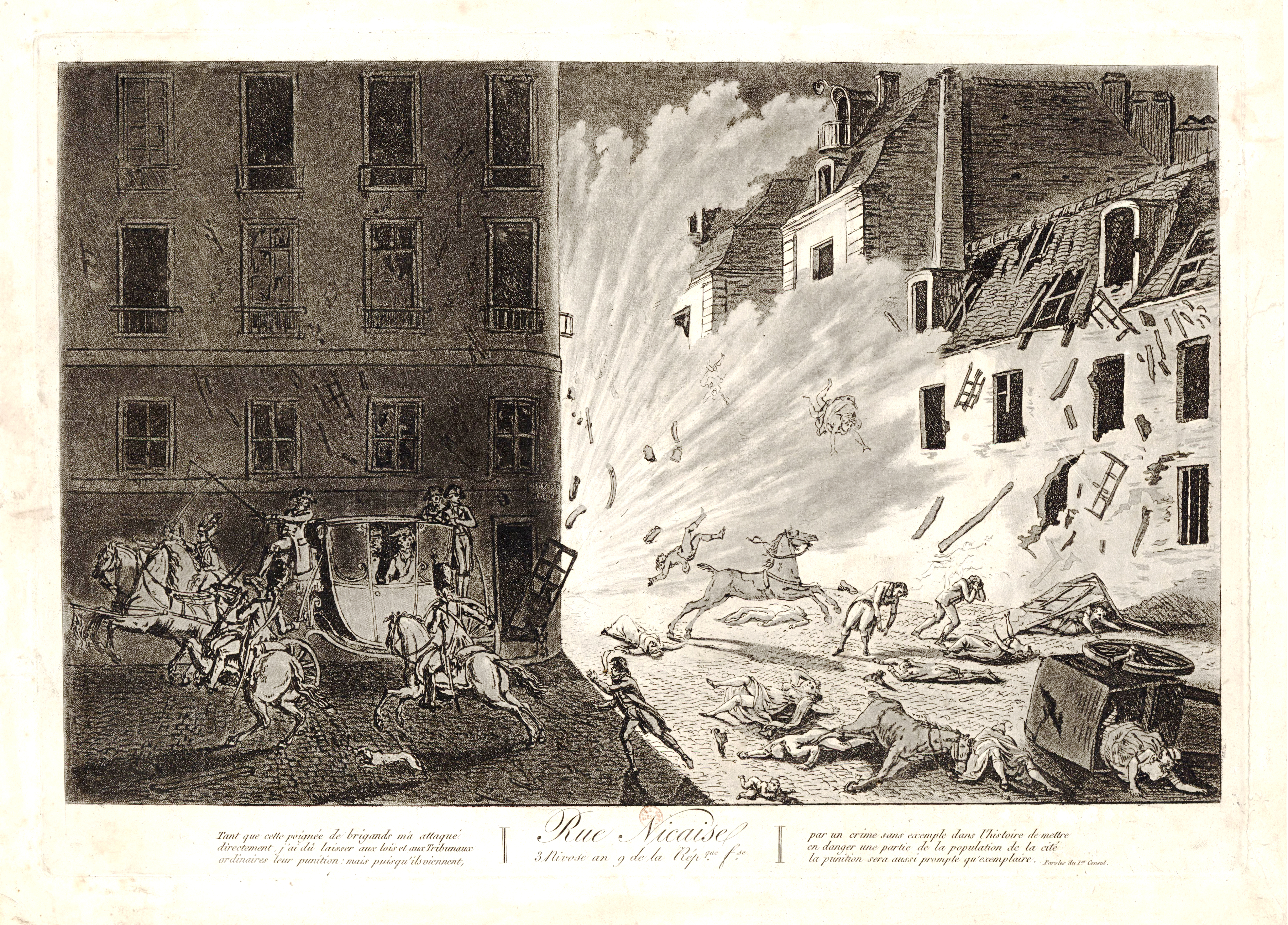
24 décembre : attentat de la rue Saint-Nicaise.

- 24 décembre (3 nivôse an IX): attentat manqué à la « machine infernale » contre le Premier Consul Napoléon rue Saint-Nicaise à Paris fomenté par Georges Cadoudal, soutenu par les Britanniques[1]. L’explosion fait 22 morts et 56 blessés. D’abord soupçonnés, les Jacobins sont arrêtés et déportés en masse. La preuve faite que l’attentat est l’œuvre de royalistes, les partisans du roi sont arrêtés[2].
- 25 décembre : armistice de Steyr demandé par l'archiduc Charles ; l'Autriche consent à une paix séparée[1].
- 29 décembre (8 nivôse an IX) : un ancien chouan, Margadel, dit Joubert, qui voulait tuer le Premier consul, est fusillé à Paris sans jugement[1].

## Naissances en 1800
- 18 mars : Claude Gay Mouret, botaniste français († 29 novembre 1873).
- 31 mars : Félix Auvray, peintre, écrivain et caricaturiste français († 11 septembre 1833).
- 5 mai : Louis Hachette, éditeur français  († 31 juillet 1864).
- 15 mai : Charles Jeanne, meneur des barricades de Saint-Merry lors de l'insurrection républicaine à Paris en juin 1832, une des inspirations de Victor Hugo pour son roman Les Misérables († 11 juillet 1837).
- 30 mai : Henri de Bonnechose, cardinal français, archevêque de Rouen († 28 octobre 1883).
- 16 juin : Charles-Michel Billard, pionnier français de la pathologie infantile († 1832).
- 23 octobre : Henri Milne-Edwards, zoologiste français († 29 juillet 1885).

## Décès en 1800
- 1er janvier : Louis Jean-Marie Daubenton, naturaliste français (° 29 mai 1716).
- 22 janvier : Marguerite Lecomte, pastelliste française (° 15 avril 1717).
- 14 juin :
  - Louis Charles Antoine Desaix, général en chef français, mort à la bataille de Marengo (° 17 août 1768).
  - Jean-Baptiste Kléber, (assassiné en Égypte) général en chef français (° 9 mars 1753).
- 27 juin : Théophile-Malo de La Tour d'Auvergne-Corret, militaire celtisant français (°23 novembre 1743).
- 22 septembre : Dominique de La Rochefoucauld, cardinal français, archevêque de Rouen (° 26 septembre 1713).
- 20 décembre : Jean-Baptiste Grosson, notaire et historien français du XVIIIe siècle (° 1733).